# Westerhausen
Westerhausen este un cartier al orașului Thale din landul Saxonia-Anhalt, Germania. Până în 2010 a fost o comună.